# Dipartimento di Vaupés
Il dipartimento di Vaupés è uno dei 32 dipartimenti della Colombia. Il capoluogo del dipartimento è Mitú.

## Geografia fisica
Il dipartimento di Vaupés confina a nord-ovest con il dipartimento di Guaviare, a est con quello di Guainía e con lo Stato brasiliano dell'Amazonas, a sud con il dipartimento di Amazonas ed a ovest con il dipartimento di Caquetá.
Nel Vaupés il territorio del Llanos digrada verso la pianura amazzonica. Il dipartimento è attraversato dai fiumi Inirida, Vaupés, Apaporis.

## Geografia antropica
Il dipartimento di Vaupés si compone di 3 comuni e 3 Distretti dipartimentali (corregimientos departamentales).

### Comuni
- Carurú
- Mitú
- Taraira

### Distretti dipartimentali
- Pacoa
- Papunahua
- Yavaraté